# Promet Latvije
Latvijski (letonski) prometni sustav raspolaže s oko 56 000 km cestovne mreže i oko 2 400 km željezničke, razvija se i osuvremenjuje. Zapadna Dvina, iako pokrivena ledom tijekom zime, važan je riječni plovni put, a glavna je luka Riga.